# هتل ایمپریال

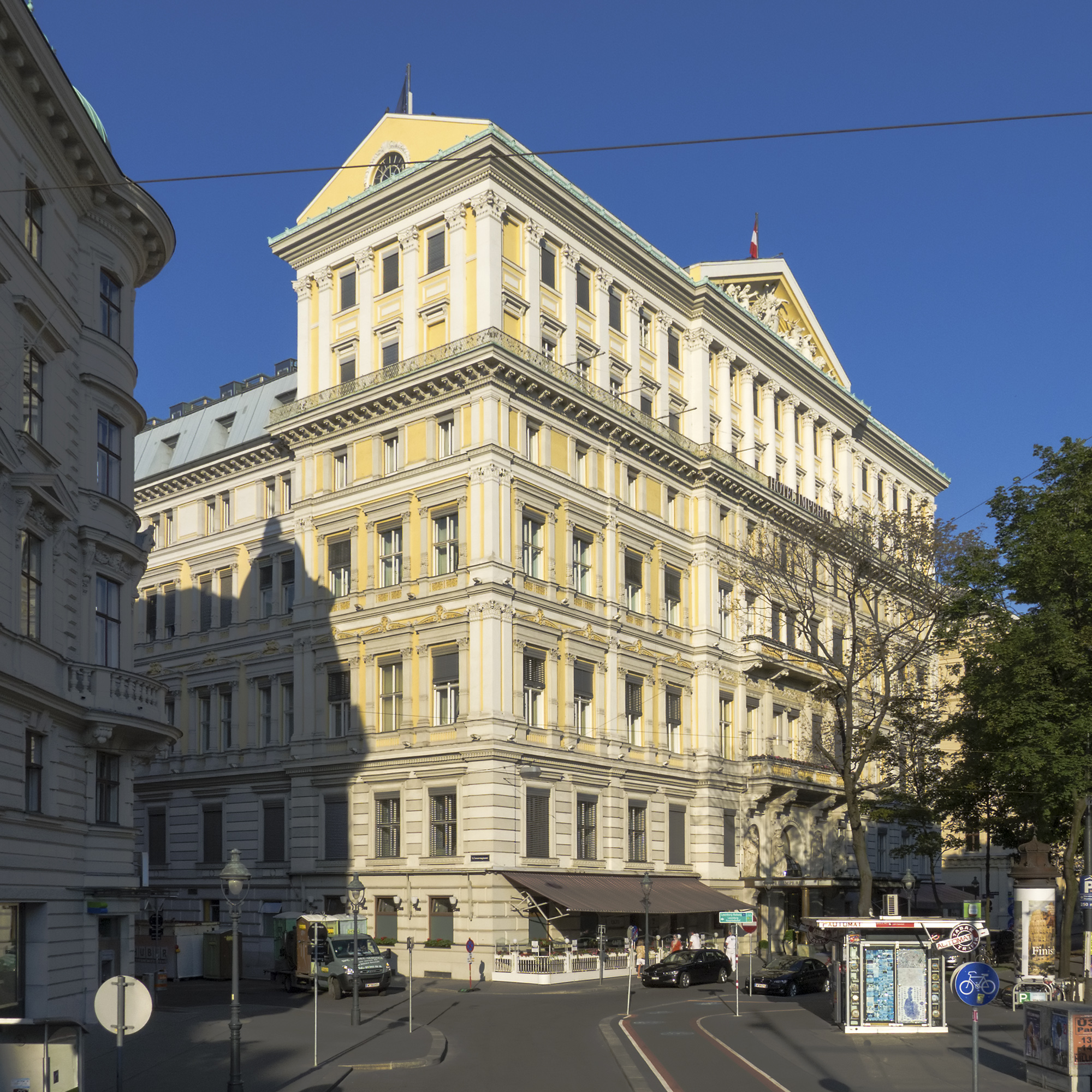
نمایی از هتل ایمپریال.

هتل ایمپریال (به آلمانی: Hotel Imperial) نام یکی از لوکس‌ترین هتل‌های پنج ستاره شهر وین، پایتخت اتریش است. هتل ایمپریال نخستین‌بار در سال ۱۸۷۳ میلادی افتتاح شد. این هتل در منطقهٔ تاریخی و اعیان‌نشین رینگ‌اشتراسه واقع شده‌است.